# Oppenweiler
Oppenweiler település Németországban, azon belül Baden-Württembergben. Lakosainak száma 4348 fő (2023. december 31.).

## Népesség
A település népessége az elmúlt években az alábbi módon változott:
| Lakosok száma | 3084 | 3344 | 3431 | 3518 | 3732 | 4092 | 4196 | 4265 | 4046 | 4348 |
|               | 1961 | 1967 | 1974 | 1980 | 1987 | 1993 | 2000 | 2006 | 2013 | 2023 |

## Híres személyek
- Albert Niethammer (1833–1908) német papírgyáros és politikus
- Walter Bertsch (1900–1952) német politikus
- Wilfried Klenk (1959) német politikusPolitiker